# 粟野史浩
粟野 史浩（あわの ふみひろ、1974年6月22日 - ）は、日本の俳優である。文学座所属。北海道出身。

## 出演

### 舞台
- 翔べない金糸雀の唄 - 初舞台（1999年）
- 心破れて（2000年）
- ザ・ウィアー（2000年、堰）
- 思い出のブライトンビーチ（2001年）
- 花嫁（2001年）
- 悪女について（2001年）
- アラビアンナイト（2002年）
- 人が恋しい西の窓（2002年）
- リチャード三世（2003年）
- ガラスの動物園（2004年）
- 中二階な人々（2004年）
- THE CRISIS -ザ・クライシス-（2004年）
- 最果ての地よりさらに遠く（2005年）
- 母・肝っ玉とその子供たち（2005年）
- 湖のまるい星（2006年）
- やわらかい服を着て（2006年）
- 黒革の手帖（2006年）
- 氷屋来たる（2007年）
- 第17捕虜収容所（2008年）
- ミセス・サヴェッジ（2008年）
- 口紅〜rouge〜（2008年）
- 風を継ぐ者（2009年）
- 女の一生（2010年）
- 音楽劇 わが町（2011年）
- ロマンサー〜夜明峠編（2012年）
- 負傷者16人-SIXTEEN WOUNDED-（2012年）
- エゲリア（2012年）
- タネも仕掛けも（2012年）
- ドン!（2012年）
- 秋の螢（2013年）
- Be My Baby〜いとしのベイビー〜（2013年）
- 音楽劇 わが町（2014年）
- 廃墟の鯨（2014年）
- ダム（2014年）
- ロンドン版 ショーシャンクの空に（2014年）
- PENALTY KILLING（2015年）
- 地獄のオルフェウス（2015年）
- バグダッド動物園のベンガルタイガー（2015年）
- BE MY BABY（2016年）
- SHAKESPEARE IN HOLLYWOOD〜ハリウッドでシェイクスピアを〜（2016年）
- ジャンヌ・ダルク[2]（2023年）
- セツアンの善人[3]（2024年）

### テレビ
- 葵 徳川三代（2000年、NHK）井伊直孝 役
- 世にも奇妙な物語〜発電課長（2000年、フジテレビ）
- プライド（2004年、フジテレビ）
- メタボリック☆ばんど!（2008年、テレビ愛知）
- 水戸黄門 第41部（2010年、TBS）
- 世界一番紀行『世界で一番“遠い”島〜南大西洋 トリスタン・ダ・クーニャ〜 』（2011年、NHK BShi）
- 空海 至宝と人生（2011年、NHK BSプレミアム）
- 遺留捜査2（2012年、テレビ朝日）
- ちむどんどん (2022年、NHK) 石川博太郎 役

### 映画
- パッチギ! LOVE&PEACE（2007年）
- 渾身 KON-SHIN（2013年）
- 凶悪（2013年）

### テレビアニメ
- 真マジンガー 衝撃! Z編（2009年、テレビ東京）剣鉄也 役

### 劇場アニメ
- 鉄人28号 白昼の残月（2007年）青年ショウタロウ 役
- コクリコ坂から（2011年）
- 風立ちぬ（2013年）

### OVA
- ルパン三世 GREEN vs RED（2008年）ルパンK 役

### ゲーム
- スーパーロボット大戦シリーズ（バンダイナムコエンターテインメント） - 剣鉄也 役
  - スーパーロボット大戦V（2017年、PlayStation 4 / PlayStation Vita）
  - スーパーロボット大戦X（2018年、PlayStation 4 / PlayStation Vita）
  - スーパーロボット大戦X-Ω（2020年、iOS / Android）

### 吹き替え
- ER緊急救命室 XI（ハワード・リツキー〈アンディー・パワーズ〉）
- ER緊急救命室 XIII #9（ダニー〈トム・オキーフ〉）
- 名探偵モンク5
- 北京バイオリン
- クローザー
- ミス・マープル5
- ナルニア国物語
- 三銃士/王妃の首飾りとダ・ヴィンチの飛行船（カリオストロ伯爵）

### ラジオドラマ
- ある晴れた日に
- 雪姫 遠野あしらさま迷宮
- 月蝕島の魔物
- 泥の子と狭い家の物語
- 髑髏城の花嫁
- ヤッさん
- 獅子の城塞
- 青春アドベンチャー 昼も夜も彷徨え